# L'Étoffe des héros (livre)
Cet article concerne le livre. Pour le film, voir L'Étoffe des héros.
L'Étoffe des héros (en anglais : The Right Stuff) est un livre de Tom Wolfe paru en 1979 sur les pilotes engagés dans la recherche aéronautique américaine après la Seconde Guerre mondiale comme les avions-fusées expérimentaux du NACA ainsi que sur les histoires des premiers astronautes du programme Mercury sélectionnés par la National Aeronautics and Space Administration (NASA) et leurs fusées expérimentales.
Le livre est basé sur une recherche approfondie de Wolfe, qui a interviewé des pilotes d'essai, des astronautes et leurs épouses, entre autres.
Le film de 1983, L'Étoffe des héros, est adapté du livre.
En 2020, la série L'Étoffe des héros fait son apparition sur la plateforme Disney+ et se base à la fois sur le livre et sur le film.